# Jagoda Hernik-Spalińska
Jagoda Dagny Hernik-Spalińska (ur. 11 grudnia 1964) – polska historyk, dr hab. nauk humanistycznych, profesor Instytutu Sztuki Polskiej Akademii Nauk.

## Życiorys
Jest absolwentką polonistyki na Uniwersytecie Warszawskim (1989). Od 1990 pracowała jako sekretarz redakcji pisma Goniec Tetralny. Od 1993 jest zatrudniona w Instytucie Sztuki Polskiej Akademii Nauk. Tam 21 czerwca 2001 obroniła pracę doktorską Życie teatralne w Wilnie podczas II wojny światowej napisaną pod kierunkiem Jana Michalika, 7 maja 2015 habilitowała się na podstawie pracy zatytułowanej Anty-Ifigenia. W 2015 została zatrudniona na stanowisku profesora w Instytucie Sztuki Polskiej Akademii Nauk.
Weszła w skład komitetu wspierającego kandydaturę Karola Nawrockiego na prezydenta RP w wyborach w 2025.

## Odznaczenia
W 2023 r. odznaczona Srebrnym Medalem „Zasłużony Kulturze Gloria Artis” oraz Krzyżem Kawalerskim Orderu Odrodzenia Polski.